# Collegio elettorale di Abbiategrasso (Senato della Repubblica)
Il collegio elettorale di Abbiategrasso fu un collegio elettorale uninominale della Repubblica Italiana appartenente alla Circoscrizione Lombardia; fu utilizzato per eleggere un senatore della Repubblica dalla I alla XIV legislatura, sebbene con forme e sistemi elettorali diversi.

## Storia
Il collegio venne creato nel 1948 secondo la legge n. 29 del 6 febbraio 1948 la quale, pur basandosi sull'impianto proporzionale in vigore per la Camera, rispetto a quest'ultima conteneva alcuni piccoli correttivi in senso maggioritario. Tale legge ebbe il suo definitivo perfezionamento col Testo Unico n. 361 del 1957. Differentemente dalla Camera, la legge elettorale del Senato si articolava su base regionale, seguendo il dettato costituzionale (art.57). Ogni Regione era suddivisa in tanti collegi uninominali quanti erano i seggi ad essa assegnati. All'interno di ciascun collegio, veniva eletto il candidato che avesse raggiunto il quorum del 65% delle preferenze: tale soglia, oggettivamente di difficilissimo conseguimento, tradiva l'impianto proporzionale su cui era concepito anche il sistema elettorale della Camera Alta. Qualora, come normalmente avveniva, nessun candidato avesse conseguito l'elezione, i voti di tutti i candidati venivano raggruppati in liste di partito a livello regionale, dove i seggi venivano allocati utilizzando il metodo D'Hondt delle maggiori medie statistiche e quindi, all'interno di ciascuna lista, venivano dichiarati eletti i candidati con le migliori percentuali di preferenza.
Nel 1993, con la cosiddetta Legge Mattarella (Legge n. 276, Norme per l'elezione del Senato della Repubblica), attuata in seguito al referendum abrogativo del 1993, venne istituito per la Camera dei deputati e per il Senato della Repubblica un sistema di elezione misto, in parte maggioritario e in parte proporzionale. Il 75% dei parlamentari dell'assemblea veniva eletto in collegi uninominali tramite sistema maggioritario a turno unico; il restante 25% al Senato veniva eletto tramite recupero proporzionale dei più votati non eletti attraverso un meccanismo di calcolo denominato "scorporo", cioè sottraendo dal conteggio dei voti totali di una lista nella parte proporzionale i voti ottenuti dai candidati collegati alla medesima lista che erano eletti nei collegi uninominali con il sistema maggioritario.
Il collegio venne abolito insieme a tutti gli altri che costituivano il Senato con la promulgazione della legge elettorale successiva, la cosiddetta Legge Calderoli. Questa prevedeva un sistema proporzionale con premio di maggioranza, che al Senato veniva attribuito a livello regionale.

## 1948-1993

### Territorio
Il collegio di Abbiategrasso era uno dei 31 collegi uninominali in cui era suddivisa la Lombardia; comprendeva i seguenti comuni: Abbiategrasso, Albairate, Arconate, Arluno, Assago, Bareggio, Basiglio, Bernate Ticino, Boffalora sopra Ticino, Buccinasco, Buscate, Busto Garolfo, Canegrate, Casorezzo, Cassinetta di Lugagnano, Castano Primo, Cesano Boscone, Cisliano, Corbetta, Corsico, Cuggiono, Cusago, Gaggiano, Gudo Visconti, Inveruno, Legnano, Magenta, Magnago, Marcallo con Casone, Mesero, Morimondo, Nosate, Noviglio, Ossona, Ozzero, Parabiago, Pieve Emanuele, Robecchetto con Induno, Robecco sul Naviglio, Rozzano, San Giorgio su Legnano, Santo Stefano Ticino, Sedriano, Settimo Milanese, Trezzano sul Naviglio, Turbigo, Vermezzo, Vittuone, Zelo Surrigone e Zibido San Giacomo.

### Dati elettorali

#### I legislatura
|                                                                                | Emanuele Samek Lodovici ✔️ Eletto | Democrazia Cristiana                             | 66 683  | 51,63 |  |  |  |  |  |
|                                                                                | Antonio Banfi ✔️ Eletto           | Fronte Democratico Popolare                      | 52 663  | 40,78 |  |  |  |  |  |
|                                                                                | Ezio Vigorelli                    | Unità Socialista - Partito Repubblicano Italiano | 8 632   | 6,68  |  |  |  |  |  |
|                                                                                | Franco Rosti                      | Blocco Nazionale                                 | 1 171   | 0,91  |  |  |  |  |  |
| Totale                                                                         | Totale                            | Totale                                           | 129 149 | 100   |  |  |  |  |  |
|                                                                                |                                   |                                                  |         |       |  |  |  |  |  |
| Voti non validi                                                                | Voti non validi                   | Voti non validi                                  | 6 647   | 4,89  |  |  |  |  |  |
| Votanti                                                                        | Votanti                           | Votanti                                          | 135 796 | 96,42 |  |  |  |  |  |
| Elettori                                                                       | Elettori                          | Elettori                                         | 140 835 |       |  |  |  |  |  |
|                                                                                |                                   |                                                  |         |       |  |  |  |  |  |
| Nota: quorum del 65% non raggiunto; ripartizione dei seggi a livello regionale |                                   |                                                  |         |       |  |  |  |  |  |
| Data: 18 aprile 1948                                                           |                                   |                                                  |         |       |  |  |  |  |  |
| Fonte: Ministero dell'interno                                                  |                                   |                                                  |         |       |  |  |  |  |  |

#### II legislatura
|                                                                                | Emanuele Samek Lodovici ✔️ Eletto | Democrazia Cristiana                    | 65 408  | 46,04 |  |  |  |  |  |
|                                                                                | Giorgio Marzola ✔️ Eletto         | Partito Socialista Italiano             | 30 842  | 21,71 |  |  |  |  |  |
|                                                                                | Antonio Banfi                     | Partito Comunista Italiano              | 28 739  | 20,23 |  |  |  |  |  |
|                                                                                | Lodovico D'Aragona                | Partito Socialista Democratico Italiano | 5 320   | 3,74  |  |  |  |  |  |
|                                                                                | Agostino Palmarini                | Partito Nazionale Monarchico            | 4 195   | 2,95  |  |  |  |  |  |
|                                                                                | Vittorio Dameno                   | Movimento Sociale Italiano              | 3 271   | 2,30  |  |  |  |  |  |
|                                                                                | Ercole Calvi                      | Partito Liberale Italiano               | 2 148   | 1,51  |  |  |  |  |  |
|                                                                                | Mario Castoldi                    | Partito Repubblicano Italiano           | 1 119   | 0,79  |  |  |  |  |  |
|                                                                                | Arrigo Cairo                      | Unità Popolare                          | 689     | 0,48  |  |  |  |  |  |
|                                                                                | Enrico Sbisà                      | Alleanza Democratica Nazionale          | 343     | 0,24  |  |  |  |  |  |
| Totale                                                                         | Totale                            | Totale                                  | 142 074 | 100   |  |  |  |  |  |
|                                                                                |                                   |                                         |         |       |  |  |  |  |  |
| Voti non validi                                                                | Voti non validi                   | Voti non validi                         | 6 576   | 4,42  |  |  |  |  |  |
| Votanti                                                                        | Votanti                           | Votanti                                 | 148 650 | 97,60 |  |  |  |  |  |
| Elettori                                                                       | Elettori                          | Elettori                                | 152 310 |       |  |  |  |  |  |
|                                                                                |                                   |                                         |         |       |  |  |  |  |  |
| Nota: quorum del 65% non raggiunto; ripartizione dei seggi a livello regionale |                                   |                                         |         |       |  |  |  |  |  |
| Data: 7 giugno 1953                                                            |                                   |                                         |         |       |  |  |  |  |  |
| Fonte: Ministero dell'interno                                                  |                                   |                                         |         |       |  |  |  |  |  |

#### III legislatura
|                                                                                | Emanuele Samek Lodovici | Democrazia Cristiana                    | 70 434  | 44,76 |  |  |  |  |  |
|                                                                                | Albertino Mosani        | Partito Comunista Italiano              | 34 716  | 22,06 |  |  |  |  |  |
|                                                                                | Carlo Arnaudi           | Partito Socialista Italiano             | 32 619  | 20,73 |  |  |  |  |  |
|                                                                                | Remo Ferrara            | Partito Socialista Democratico Italiano | 6 624   | 4,21  |  |  |  |  |  |
|                                                                                | Carlo Stucchi           | Partito Liberale Italiano               | 4 550   | 2,89  |  |  |  |  |  |
|                                                                                | Angiolo Pierino Tarchi  | Movimento Sociale Italiano              | 4 168   | 2,65  |  |  |  |  |  |
|                                                                                | Fernando Pagani         | Partito Monarchico Popolare             | 2 683   | 1,71  |  |  |  |  |  |
|                                                                                | Nicolò Paolo Cardini    | PRI - PR                                | 1 062   | 0,67  |  |  |  |  |  |
|                                                                                | Agostino Palmarini      | Movimento Comunità                      | 494     | 0,31  |  |  |  |  |  |
| Totale                                                                         | Totale                  | Totale                                  | 157 350 | 100   |  |  |  |  |  |
|                                                                                |                         |                                         |         |       |  |  |  |  |  |
| Voti non validi                                                                | Voti non validi         | Voti non validi                         | 7 007   | 4,26  |  |  |  |  |  |
| Votanti                                                                        | Votanti                 | Votanti                                 | 164 357 | 97,57 |  |  |  |  |  |
| Elettori                                                                       | Elettori                | Elettori                                | 168 446 |       |  |  |  |  |  |
|                                                                                |                         |                                         |         |       |  |  |  |  |  |
| Nota: quorum del 65% non raggiunto; ripartizione dei seggi a livello regionale |                         |                                         |         |       |  |  |  |  |  |
| Data: 25 maggio 1958                                                           |                         |                                         |         |       |  |  |  |  |  |
| Fonte: Ministero dell'interno                                                  |                         |                                         |         |       |  |  |  |  |  |

#### IV legislatura
|                                                                                | Emanuele Samek Lodovici ✔️ Eletto | Democrazia Cristiana                             | 73 237  | 40,80 |  |  |  |  |  |
|                                                                                | Carlo Venegoni                    | Partito Comunista Italiano                       | 44 042  | 24,54 |  |  |  |  |  |
|                                                                                | Carlo Arnaudi ✔️ Eletto           | Partito Socialista Italiano                      | 36 700  | 20,45 |  |  |  |  |  |
|                                                                                | Carlo Stucchi                     | Partito Liberale Italiano                        | 9 671   | 5,39  |  |  |  |  |  |
|                                                                                | A. Rimoldi                        | Partito Socialista Democratico Italiano          | 7 911   | 4,41  |  |  |  |  |  |
|                                                                                | F. Feliciani                      | Movimento Sociale Italiano                       | 5 443   | 3,03  |  |  |  |  |  |
|                                                                                | N. Tadini                         | Partito Democratico Italiano di Unità Monarchica | 1 772   | 0,99  |  |  |  |  |  |
|                                                                                | F. Polidori                       | Partito Repubblicano Italiano                    | 716     | 0,40  |  |  |  |  |  |
| Totale                                                                         | Totale                            | Totale                                           | 179 492 | 100   |  |  |  |  |  |
|                                                                                |                                   |                                                  |         |       |  |  |  |  |  |
| Voti non validi                                                                | Voti non validi                   | Voti non validi                                  | 7 795   | 4,16  |  |  |  |  |  |
| Votanti                                                                        | Votanti                           | Votanti                                          | 187 287 | 97,53 |  |  |  |  |  |
| Elettori                                                                       | Elettori                          | Elettori                                         | 192 039 |       |  |  |  |  |  |
|                                                                                |                                   |                                                  |         |       |  |  |  |  |  |
| Nota: quorum del 65% non raggiunto; ripartizione dei seggi a livello regionale |                                   |                                                  |         |       |  |  |  |  |  |
| Data: 28 aprile 1963                                                           |                                   |                                                  |         |       |  |  |  |  |  |
| Fonte: Ministero dell'interno                                                  |                                   |                                                  |         |       |  |  |  |  |  |

#### V legislatura
|                                                                                | Luigi Noè ✔️ Eletto                  | Democrazia Cristiana          | 84 291  | 40,89 |  |  |  |  |  |
|                                                                                | Ada Valeria Ruhl Bonazzola ✔️ Eletto | PCI - PSIUP                   | 64 967  | 31,52 |  |  |  |  |  |
|                                                                                | N. Di Pol                            | PSI-PSDI Unificati            | 36 382  | 17,65 |  |  |  |  |  |
|                                                                                | Carlo Stucchi                        | Partito Liberale Italiano     | 11 755  | 5,70  |  |  |  |  |  |
|                                                                                | A. Marchese                          | Movimento Sociale Italiano    | 6 466   | 3,14  |  |  |  |  |  |
|                                                                                | G. C. Abba                           | Partito Repubblicano Italiano | 2 265   | 1,10  |  |  |  |  |  |
| Totale                                                                         | Totale                               | Totale                        | 206 126 | 100   |  |  |  |  |  |
|                                                                                |                                      |                               |         |       |  |  |  |  |  |
| Voti non validi                                                                | Voti non validi                      | Voti non validi               | 12 029  | 5,51  |  |  |  |  |  |
| Votanti                                                                        | Votanti                              | Votanti                       | 218 155 | 97,62 |  |  |  |  |  |
| Elettori                                                                       | Elettori                             | Elettori                      | 223 477 |       |  |  |  |  |  |
|                                                                                |                                      |                               |         |       |  |  |  |  |  |
| Nota: quorum del 65% non raggiunto; ripartizione dei seggi a livello regionale |                                      |                               |         |       |  |  |  |  |  |
| Data: 19 maggio 1968                                                           |                                      |                               |         |       |  |  |  |  |  |
| Fonte: Ministero dell'interno                                                  |                                      |                               |         |       |  |  |  |  |  |

#### VI legislatura
|                                                                                | Luigi Noè ✔️ Eletto                  | Democrazia Cristiana                            | 94 697  | 40,17 |  |  |  |  |  |
|                                                                                | Ada Valeria Ruhl Bonazzola ✔️ Eletto | PCI - PSIUP                                     | 70 384  | 29,86 |  |  |  |  |  |
|                                                                                | Agostino Viviani ✔️ Eletto           | Partito Socialista Italiano                     | 39 843  | 16,90 |  |  |  |  |  |
|                                                                                | R. Fumagalli                         | Movimento Sociale Italiano                      | 11 345  | 4,81  |  |  |  |  |  |
|                                                                                | A. Cittera                           | Partito Liberale Italiano                       | 9 689   | 4,11  |  |  |  |  |  |
|                                                                                | E. Grassi                            | Partito Repubblicano Italiano                   | 5 413   | 2,30  |  |  |  |  |  |
|                                                                                | C. Galiazzo                          | Partito Comunista (Marxista-Leninista) Italiano | 4 357   | 1,85  |  |  |  |  |  |
| Totale                                                                         | Totale                               | Totale                                          | 235 728 | 100   |  |  |  |  |  |
|                                                                                |                                      |                                                 |         |       |  |  |  |  |  |
| Voti non validi                                                                | Voti non validi                      | Voti non validi                                 | 11 298  | 4,57  |  |  |  |  |  |
| Votanti                                                                        | Votanti                              | Votanti                                         | 247 026 | 97,58 |  |  |  |  |  |
| Elettori                                                                       | Elettori                             | Elettori                                        | 253 161 |       |  |  |  |  |  |
|                                                                                |                                      |                                                 |         |       |  |  |  |  |  |
| Nota: quorum del 65% non raggiunto; ripartizione dei seggi a livello regionale |                                      |                                                 |         |       |  |  |  |  |  |
| Data: 7 maggio 1972                                                            |                                      |                                                 |         |       |  |  |  |  |  |
| Fonte: Ministero dell'interno                                                  |                                      |                                                 |         |       |  |  |  |  |  |

#### VII legislatura
|                                                                                | Ada Valeria Ruhl Bonazzola ✔️ Eletto | Partito Comunista Italiano              | 98 675  | 37,95 |  |  |  |  |  |
|                                                                                | Angelo Luraghi                       | Democrazia Cristiana                    | 95 106  | 36,58 |  |  |  |  |  |
|                                                                                | Agostino Viviani ✔️ Eletto           | Partito Socialista Italiano             | 33 892  | 13,04 |  |  |  |  |  |
|                                                                                | Gianfranco Angiolo Chimici           | Movimento Sociale Italiano              | 8 325   | 3,20  |  |  |  |  |  |
|                                                                                | Luigi Tripodi                        | Partito Socialista Democratico Italiano | 8 253   | 3,17  |  |  |  |  |  |
|                                                                                | Guerrino Rosetta                     | Partito Repubblicano Italiano           | 6 812   | 2,62  |  |  |  |  |  |
|                                                                                | Raffaello Antonio De Grada           | Democrazia Proletaria                   | 3 676   | 1,41  |  |  |  |  |  |
|                                                                                | Carlo Guglielmetti                   | Partito Liberale Italiano               | 3 226   | 1,24  |  |  |  |  |  |
|                                                                                | Maria Isa Di Domizio                 | Partito Radicale                        | 2 040   | 0,78  |  |  |  |  |  |
| Totale                                                                         | Totale                               | Totale                                  | 260 005 | 100   |  |  |  |  |  |
|                                                                                |                                      |                                         |         |       |  |  |  |  |  |
| Voti non validi                                                                | Voti non validi                      | Voti non validi                         | 7 885   | 2,94  |  |  |  |  |  |
| Votanti                                                                        | Votanti                              | Votanti                                 | 267 890 | 96,45 |  |  |  |  |  |
| Elettori                                                                       | Elettori                             | Elettori                                | 277 750 |       |  |  |  |  |  |
|                                                                                |                                      |                                         |         |       |  |  |  |  |  |
| Nota: quorum del 65% non raggiunto; ripartizione dei seggi a livello regionale |                                      |                                         |         |       |  |  |  |  |  |
| Data: 20 giugno 1976                                                           |                                      |                                         |         |       |  |  |  |  |  |
| Fonte: Ministero dell'interno                                                  |                                      |                                         |         |       |  |  |  |  |  |

#### VIII legislatura
|                                                                                | Ambrogio Colombo                     | Democrazia Cristiana                         | 96 340  | 36,29 |  |  |  |  |  |
|                                                                                | Ada Valeria Ruhl Bonazzola ✔️ Eletto | Partito Comunista Italiano                   | 94 880  | 35,74 |  |  |  |  |  |
|                                                                                | G. Acquaviva                         | Partito Socialista Italiano                  | 33 499  | 12,62 |  |  |  |  |  |
|                                                                                | Luigi Tripodi                        | Partito Socialista Democratico Italiano      | 10 833  | 4,08  |  |  |  |  |  |
|                                                                                | Giuseppe Resta                       | Movimento Sociale Italiano                   | 8 347   | 3,14  |  |  |  |  |  |
|                                                                                | M. Meda                              | Partito Radicale                             | 7 333   | 2,76  |  |  |  |  |  |
|                                                                                | F. Negri                             | Partito Repubblicano Italiano                | 6 091   | 2,29  |  |  |  |  |  |
|                                                                                | Antonio Cittera                      | Partito Liberale Italiano                    | 4 948   | 1,86  |  |  |  |  |  |
|                                                                                | M. Gorla                             | Nuova Sinistra Unita                         | 2 133   | 0,80  |  |  |  |  |  |
|                                                                                | E. M. V. Bugge                       | Costituente di Destra - Democrazia Nazionale | 1 043   | 0,39  |  |  |  |  |  |
| Totale                                                                         | Totale                               | Totale                                       | 265 447 | 100   |  |  |  |  |  |
|                                                                                |                                      |                                              |         |       |  |  |  |  |  |
| Voti non validi                                                                | Voti non validi                      | Voti non validi                              | 11 875  | 4,28  |  |  |  |  |  |
| Votanti                                                                        | Votanti                              | Votanti                                      | 277 322 | 96,00 |  |  |  |  |  |
| Elettori                                                                       | Elettori                             | Elettori                                     | 288 879 |       |  |  |  |  |  |
|                                                                                |                                      |                                              |         |       |  |  |  |  |  |
| Nota: quorum del 65% non raggiunto; ripartizione dei seggi a livello regionale |                                      |                                              |         |       |  |  |  |  |  |
| Data: 3 giugno 1979                                                            |                                      |                                              |         |       |  |  |  |  |  |
| Fonte: Ministero dell'interno                                                  |                                      |                                              |         |       |  |  |  |  |  |

#### IX legislatura
|                                                                                | Massimo Riva ✔️ Eletto        | Partito Comunista Italiano              | 92 507  | 34,27 |  |  |  |  |  |
|                                                                                | Ambrogio Colombo              | Democrazia Cristiana                    | 80 577  | 29,85 |  |  |  |  |  |
|                                                                                | Gianni Brera                  | Partito Socialista Italiano             | 35 161  | 13,02 |  |  |  |  |  |
|                                                                                | Piermaria Giovanna Martinelli | Partito Repubblicano Italiano           | 15 445  | 5,72  |  |  |  |  |  |
|                                                                                | Giuseppe Resta                | Movimento Sociale Italiano              | 12 829  | 4,75  |  |  |  |  |  |
|                                                                                | Luigi Tripodi                 | Partito Socialista Democratico Italiano | 11 019  | 4,08  |  |  |  |  |  |
|                                                                                | Antonio Cittera               | Partito Liberale Italiano               | 7 344   | 2,72  |  |  |  |  |  |
|                                                                                | Giovanni Benedetti            | Democrazia Proletaria                   | 5 513   | 2,04  |  |  |  |  |  |
|                                                                                | Francesco Giovanni Dambrosio  | Partito Radicale                        | 5 193   | 1,92  |  |  |  |  |  |
|                                                                                | Michele Dell'Aquila           | Partito Nazionale Pensionati            | 3 589   | 1,33  |  |  |  |  |  |
|                                                                                | Camilla Cavalli               | Partito Cristiano Azione Sociale        | 400     | 0,15  |  |  |  |  |  |
|                                                                                | Celestina Colombo Gerra       | Lista per Trieste                       | 388     | 0,14  |  |  |  |  |  |
| Totale                                                                         | Totale                        | Totale                                  | 269 965 | 100   |  |  |  |  |  |
|                                                                                |                               |                                         |         |       |  |  |  |  |  |
| Voti non validi                                                                | Voti non validi               | Voti non validi                         | 18 503  | 6,41  |  |  |  |  |  |
| Votanti                                                                        | Votanti                       | Votanti                                 | 288 468 | 93,61 |  |  |  |  |  |
| Elettori                                                                       | Elettori                      | Elettori                                | 308 157 |       |  |  |  |  |  |
|                                                                                |                               |                                         |         |       |  |  |  |  |  |
| Nota: quorum del 65% non raggiunto; ripartizione dei seggi a livello regionale |                               |                                         |         |       |  |  |  |  |  |
| Data: 26 giugno 1983                                                           |                               |                                         |         |       |  |  |  |  |  |
| Fonte: Ministero dell'interno                                                  |                               |                                         |         |       |  |  |  |  |  |

#### X legislatura
|                                                                                | Massimo Riva ✔️ Eletto    | Partito Comunista Italiano              | 86 926  | 29,37 |  |  |  |  |  |
|                                                                                | Luigi Noè                 | Democrazia Cristiana                    | 86 070  | 29,08 |  |  |  |  |  |
|                                                                                | Achille Cutrera ✔️ Eletto | Partito Socialista Italiano             | 54 120  | 18,29 |  |  |  |  |  |
|                                                                                | C. Borsani                | Movimento Sociale Italiano              | 12 856  | 4,34  |  |  |  |  |  |
|                                                                                | A. Maggi                  | Partito Repubblicano Italiano           | 11 618  | 3,93  |  |  |  |  |  |
|                                                                                | A. Viviani                | Partito Radicale                        | 8 263   | 2,79  |  |  |  |  |  |
|                                                                                | F. A. M. Villa            | Lista Verde                             | 7 745   | 2,62  |  |  |  |  |  |
|                                                                                | M. Moroni                 | Lega Lombarda                           | 7 410   | 2,50  |  |  |  |  |  |
|                                                                                | Luigi Tripodi             | Partito Socialista Democratico Italiano | 7 136   | 2,41  |  |  |  |  |  |
|                                                                                | L. M. Cirillo             | Democrazia Proletaria                   | 6 314   | 2,13  |  |  |  |  |  |
|                                                                                | E. Di Bartolomei          | Partito Liberale Italiano               | 4 554   | 1,54  |  |  |  |  |  |
|                                                                                | M. Bertoni                | Liga Veneta-Pensionati Uniti            | 1 694   | 0,57  |  |  |  |  |  |
|                                                                                | C. Bernio                 | Movimento Nazionale Italiano Cacciatori | 945     | 0,32  |  |  |  |  |  |
|                                                                                | O. Lilli                  | Alleanza Popolare Pensionati            | 319     | 0,11  |  |  |  |  |  |
| Totale                                                                         | Totale                    | Totale                                  | 295 970 | 100   |  |  |  |  |  |
|                                                                                |                           |                                         |         |       |  |  |  |  |  |
| Voti non validi                                                                | Voti non validi           | Voti non validi                         | 14 237  | 4,59  |  |  |  |  |  |
| Votanti                                                                        | Votanti                   | Votanti                                 | 310 207 | 94,06 |  |  |  |  |  |
| Elettori                                                                       | Elettori                  | Elettori                                | 329 801 |       |  |  |  |  |  |
|                                                                                |                           |                                         |         |       |  |  |  |  |  |
| Nota: quorum del 65% non raggiunto; ripartizione dei seggi a livello regionale |                           |                                         |         |       |  |  |  |  |  |
| Data: 14 giugno 1987                                                           |                           |                                         |         |       |  |  |  |  |  |
| Fonte: Ministero dell'interno                                                  |                           |                                         |         |       |  |  |  |  |  |

#### XI legislatura
|                                                                                | Corrado Barbot            | Democrazia Cristiana                    | 66 833  | 20,70 |  |  |  |  |  |
|                                                                                | Marcello Luigi Lazzati    | Lega Lombarda                           | 64 046  | 19,83 |  |  |  |  |  |
|                                                                                | Giovanna Senesi           | Partito Democratico della Sinistra      | 48 996  | 15,17 |  |  |  |  |  |
|                                                                                | Achille Cutrera ✔️ Eletto | Partito Socialista Italiano             | 46 739  | 14,47 |  |  |  |  |  |
|                                                                                | Antonio Costa             | Partito della Rifondazione Comunista    | 21 588  | 6,69  |  |  |  |  |  |
|                                                                                | Gianni Francesco Mattioli | Federazione dei Verdi                   | 12 368  | 3,83  |  |  |  |  |  |
|                                                                                | Vincenzo Olita            | Partito Repubblicano Italiano           | 11 726  | 3,63  |  |  |  |  |  |
|                                                                                | Adalberto Argento         | Movimento Sociale Italiano              | 11 603  | 3,59  |  |  |  |  |  |
|                                                                                | Mario Ghidoni             | Lega Alpina Lumbarda                    | 6 659   | 2,06  |  |  |  |  |  |
|                                                                                | Ermanno Di Bartolomei     | Partito Liberale Italiano               | 6 171   | 1,91  |  |  |  |  |  |
|                                                                                | Adele Faccio              | Lista Marco Pannella                    | 5 499   | 1,70  |  |  |  |  |  |
|                                                                                | Alberto Rossi             | La Lega Casalinghe-Pensionati           | 4 751   | 1,47  |  |  |  |  |  |
|                                                                                | Luigi Tripodi             | Partito Socialista Democratico Italiano | 4 650   | 1,44  |  |  |  |  |  |
|                                                                                | Gennaro Caliendo          | Partito Pensionati                      | 3 983   | 1,23  |  |  |  |  |  |
|                                                                                | Enrico Job                | Sì Referendum                           | 2 080   | 0,64  |  |  |  |  |  |
|                                                                                | Natale Ghisleni           | Lega Lombardia Europea                  | 2 048   | 0,63  |  |  |  |  |  |
|                                                                                | Paolo Macchi              | Alleanza Lombarda Autonomia             | 1 684   | 0,52  |  |  |  |  |  |
|                                                                                | Adriano Piazza            | Caccia Pesca Ambiente                   | 757     | 0,23  |  |  |  |  |  |
|                                                                                | Raffaele Blandino         | Federalismo - Pensionati Uomini Vivi    | 480     | 0,15  |  |  |  |  |  |
|                                                                                | Stefano Ferraro           | Movimento Fascismo e Libertà            | 239     | 0,07  |  |  |  |  |  |
| Totale                                                                         | Totale                    | Totale                                  | 322 900 | 100   |  |  |  |  |  |
|                                                                                |                           |                                         |         |       |  |  |  |  |  |
| Voti non validi                                                                | Voti non validi           | Voti non validi                         | 15 109  | 4,47  |  |  |  |  |  |
| Votanti                                                                        | Votanti                   | Votanti                                 | 338 009 | 92,85 |  |  |  |  |  |
| Elettori                                                                       | Elettori                  | Elettori                                | 364 043 |       |  |  |  |  |  |
|                                                                                |                           |                                         |         |       |  |  |  |  |  |
| Nota: quorum del 65% non raggiunto; ripartizione dei seggi a livello regionale |                           |                                         |         |       |  |  |  |  |  |
| Data: 5 aprile 1992                                                            |                           |                                         |         |       |  |  |  |  |  |
| Fonte: Ministero dell'interno                                                  |                           |                                         |         |       |  |  |  |  |  |

## 1993-2005

### Territorio
Il collegio di Abbiategrasso era uno dei 35 collegi uninominali in cui era suddivisa la Lombardia; come previsto dal D.Lgs. del 20 dicembre 1993 n. 535, e comprendeva i seguenti comuni: Abbiategrasso, Albairate, Arconate, Arluno, Bareggio, Bernate Ticino, Boffalora sopra Ticino, Buscate, Busto Garolfo, Casorezzo, Cassinetta di Lugagnano, Castano Primo, Corbetta, Cuggiono, Dairago, Gudo Visconti, Inveruno, Magenta, Magnago, Marcallo con Casone, Mesero, Morimondo, Motta Visconti, Nosate, Ossona, Ozzero, Robecchetto con Induno, Robecco sul Naviglio, Rosate, Santo Stefano Ticino, Sedriano, Turbigo, Vanzaghello, Vermezzo, Villa Cortese, Vittuone e Zelo Surrigone.

### Eletti
| Elezione | Elezione                | Senatore           | Partito                  |
| -------- | ----------------------- | ------------------ | ------------------------ |
|          | 1994                    | Ivaldo Carini      | Polo delle Libertà (LN)  |
|          | 1996                    | Francesco Servello | Polo per le Libertà (AN) |
| 2001     | Casa delle Libertà (AN) | Francesco Servello |                          |

### Dati elettorali

#### XII legislatura
|                               | Ivaldo Carini ✔️ Eletto | Polo delle Libertà           | 69 275  | 45,38 |  |  |  |  |  |
|                               | Mauro Potestio          | Progressisti                 | 33 386  | 21,87 |  |  |  |  |  |
|                               | Elena Sachsel           | Patto per l'Italia           | 21 620  | 14,16 |  |  |  |  |  |
|                               | Nicola Franceschelli    | Alleanza Nazionale           | 9 031   | 5,92  |  |  |  |  |  |
|                               | Biagio Amodio           | Lega Alpina Lumbarda         | 7 411   | 4,85  |  |  |  |  |  |
|                               | Rosetta Rigo            | Lista Pannella-Riformatori   | 5 962   | 3,91  |  |  |  |  |  |
|                               | Savina Bolis            | Partito Pensionati           | 2 830   | 1,85  |  |  |  |  |  |
|                               | Carla Maria Buccheri    | Lega di Angela Bossi         | 2 235   | 1,46  |  |  |  |  |  |
|                               | Carlo Galbiati          | Partito della Legge Naturale | 904     | 0,59  |  |  |  |  |  |
| Totale                        | Totale                  | Totale                       | 152 654 | 100   |  |  |  |  |  |
|                               |                         |                              |         |       |  |  |  |  |  |
| Voti non validi               | Voti non validi         | Voti non validi              | 7 920   | 4,93  |  |  |  |  |  |
| Votanti                       | Votanti                 | Votanti                      | 160 574 | 93,01 |  |  |  |  |  |
| Elettori                      | Elettori                | Elettori                     | 172 635 |       |  |  |  |  |  |
|                               |                         |                              |         |       |  |  |  |  |  |
| Data: 27-28 marzo 1994        |                         |                              |         |       |  |  |  |  |  |
| Fonte: Ministero dell'interno |                         |                              |         |       |  |  |  |  |  |

#### XIII legislatura
|                               | Francesco Servello ✔️ Eletto | Polo per le Libertà                      | 52 674  | 34,41 |  |  |  |  |  |
|                               | Francesco Bonetti            | L'Ulivo                                  | 51 923  | 33,92 |  |  |  |  |  |
|                               | Gian Mario Fortunato Gadda   | Lega Nord                                | 38 972  | 25,46 |  |  |  |  |  |
|                               | Dalila Politi                | Lista Pannella-Sgarbi                    | 3 068   | 2,00  |  |  |  |  |  |
|                               | Raffaele Carbotta            | Lega per l'Autonomia - Alleanza Lombarda | 2 197   | 1,44  |  |  |  |  |  |
|                               | Giorgio Cenciarelli          | Movimento Sociale Fiamma Tricolore       | 1 639   | 1,07  |  |  |  |  |  |
|                               | Giuseppe Casamento           | Partito Socialista                       | 1 337   | 0,87  |  |  |  |  |  |
|                               | Antonio Paone                | Federazione Liste Civiche                | 1 278   | 0,83  |  |  |  |  |  |
| Totale                        | Totale                       | Totale                                   | 153 088 | 100   |  |  |  |  |  |
|                               |                              |                                          |         |       |  |  |  |  |  |
| Voti non validi               | Voti non validi              | Voti non validi                          | 8 019   | 4,98  |  |  |  |  |  |
| Votanti                       | Votanti                      | Votanti                                  | 161 107 | 90,57 |  |  |  |  |  |
| Elettori                      | Elettori                     | Elettori                                 | 177 881 |       |  |  |  |  |  |
|                               |                              |                                          |         |       |  |  |  |  |  |
| Data: 21 aprile 1996          |                              |                                          |         |       |  |  |  |  |  |
| Fonte: Ministero dell'interno |                              |                                          |         |       |  |  |  |  |  |

#### XIV legislatura
|                               | Francesco Servello ✔️ Eletto | Casa delle Libertà                       | 74 017  | 46,38 |  |  |  |  |  |
|                               | Gian Angelo Mainini          | L'Ulivo                                  | 52 730  | 33,04 |  |  |  |  |  |
|                               | Nunzia Fontana               | Partito della Rifondazione Comunista     | 8 431   | 5,28  |  |  |  |  |  |
|                               | Giuseppe Grandi              | Lega per l'Autonomia - Alleanza Lombarda | 8 397   | 5,26  |  |  |  |  |  |
|                               | Umberto Lacchetti            | Lista Di Pietro                          | 4 646   | 2,91  |  |  |  |  |  |
|                               | Francesca Merlo              | Lista Pannella-Bonino                    | 3 408   | 2,14  |  |  |  |  |  |
|                               | Massimo Gargiulo             | Democrazia Europea                       | 2 077   | 1,30  |  |  |  |  |  |
|                               | Fernando Uggeri              | Va' Pensiero Padania                     | 1 932   | 1,21  |  |  |  |  |  |
|                               | Annunziata Fortunati         | Partito Pensionati                       | 1 592   | 1,00  |  |  |  |  |  |
|                               | Giuseppe Troyer              | Fiamma Tricolore                         | 1 395   | 0,87  |  |  |  |  |  |
|                               | Massimo Spirolazzi           | Forza Nuova                              | 477     | 0,30  |  |  |  |  |  |
|                               | Osvaldo Rabizzi              | Liberaldemocratici Basta                 | 260     | 0,16  |  |  |  |  |  |
|                               | Adalberto Ciollaro           | Partito Liberal-Popolare                 | 235     | 0,15  |  |  |  |  |  |
| Totale                        | Totale                       | Totale                                   | 159 597 | 100   |  |  |  |  |  |
|                               |                              |                                          |         |       |  |  |  |  |  |
| Voti non validi               | Voti non validi              | Voti non validi                          | 8 394   | 5,00  |  |  |  |  |  |
| Votanti                       | Votanti                      | Votanti                                  | 167 991 | 88,27 |  |  |  |  |  |
| Elettori                      | Elettori                     | Elettori                                 | 190 307 |       |  |  |  |  |  |
|                               |                              |                                          |         |       |  |  |  |  |  |
| Data: 13 maggio 2001          |                              |                                          |         |       |  |  |  |  |  |
| Fonte: Ministero dell'interno |                              |                                          |         |       |  |  |  |  |  |